# Hermano salvador
Un hermano salvador es un infante que nace para proporcionar un trasplante de médula ósea a un hermano que está afectado por una enfermedad mortal, como el cáncer o la anemia de Fanconi, que pueden ser tratados mejor con un trasplante de células madre hematopoyéticas. Es llamado también «bebé medicamento», pero frecuentemente en sentido despectivo.
El hermano salvador se concibe a través de fecundación in vitro. A los cigotos fecundados se les realizan pruebas de compatibilidad genética para el análisis de los antígenos leucocitarios humanos (o HLA por sus siglas en inglés), utilizando el diagnóstico genético preimplantacional, y solo se implantan los cigotos que sean compatibles con el niño ya existente. Los cigotos también se prueban para asegurarse de que están libres de la enfermedad genética original. El procedimiento es controvertido.

## Indicaciones
Un hermano salvador puede ser la solución para cualquier enfermedad que requiera un trasplante de células madre hematopoyéticas (ver Lista de condiciones tratadas con trasplante de precursores hematopoyéticos). Es efectiva contra enfermedades genéticamente detectables (principalmente monogénicas), como por ejemplo la anemia de Fanconi, la anemia de Diamond-Blackfan y la beta-talasemia en el hermano enfermo, pues el hermano salvador puede ser seleccionado para que no herede la enfermedad. El procedimiento puede también ser usado en niños con leucemia y en tales casos tener HLA compatibles es el único requisito, y no la exclusión de cualquier otro trastorno genético evidente.

## Procedimiento

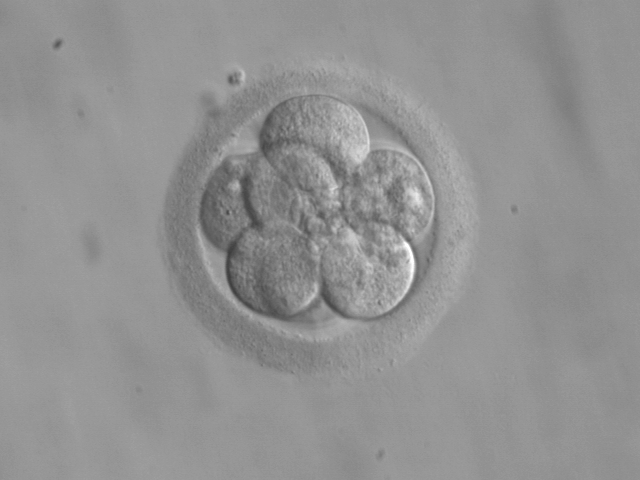
Embrión humano de ocho células, tres días después de la fecundación.

Hoy en día más de 70 enfermedades tanto adquiridas como congénitas pueden tratarse con el trasplante hematopoyético que nos permite el reemplazo de la hematopoyesis anormal y por tanto la reconstitución de la médula ósea. 
La mayor restricción de esta técnica es encontrar un donante que sea HLA idéntico, en el pasado, cuando no se encontraba un donante HLA idénticos, los padres trataban a través de la concepción natural la búsqueda de un hermano que fuera HLA idéntico, pero gracias al desarrollo del PGT se ofrece una nueva posibilidad para estas familias.
Esta prueba se ofrece a familias con un hijo afectado por una enfermedad hereditaria o adquirida, que necesita un trasplante hematopoyético para su curación y se ofrece cuando no se ha encontrado un donante compatible HLA dentro de la familia o en los registros de donantes tanto nacionales como internacionales, así como que no haya otras opciones de tratamiento. La tipificación de HLA fue descrita por primera vez en 2001, cuando el nacimiento de Adam Nash, permitió curar la enfermedad de su hermana Molly. 
Hasta ahora, los resultados han sido alentadores, con muchos resultados positivos documentados en la curación de los niños afectados, De hecho, el primer hermano salvador en España es Javier Mariscal, nació en el Virgen del Rocío libre de la enfermedad beta-talasemia y con la sangre de su cordón umbilical fue posible realizar un trasplante a su hermano Andrés
Lo que resulta sorprendente es el hecho de que el uso de la tecnología PGT_HLA sea desconocida para muchos. De hecho, en un 35% de padres con niños afectados por anemia de Fanconi, desconocían esta técnica. Esto destaca la necesidad de informar de este procedimiento por los profesionales, Además de centrarse en el proceso técnico, también es necesario dar respuestas a aspectos psicosociales y emocionales de la pareja durante todo el procedimiento fomentando siempre la autonomía y decisión del paciente. 
En este procedimiento es necesario.
1) Evaluación del estado de la enfermedad en el niño afectado por el médico, confirmando que el estado de la enfermedad justifica la realización del PGT-HLA al no haber tratamientos alternativos o que no ha sido posible encontrar un donante con un HLA idéntico. Así como que haya un tiempo apreciable para que el procedimiento sea completado ya que el mínimo tiempo para realizar el trasplante de células hematopoyéticas es al menos de 1 año en el mejor de los escenarios.
2) Posteriormente se realizará una evaluación del estado reproductivo de los progenitores, comentando las limitaciones, seguridad, precisión y tasa de éxito esperada, así como la necesidad de realizar pruebas prenatales invasivas para confirmar los resultados del PGT; en todas estas etapas es necesario ofrecer un apoyo psicológico. 
3)  Al nacer, la sangre del cordón umbilical es tomada y utilizada para el trasplante de células madre hematopoyéticas.
Por lo tanto, es muy importante, que, para obtener un resultado exitoso, sea necesario reducir los tiempos entre el diagnóstico inicial de un niño afectado y la decisión de la pareja de iniciar este procedimiento Lamentablemente, la existencia de retrasos en muchos pasos del proceso, ocasiona que en algunos casos no se complete a tiempo este procedimiento y, por tanto, varios niños pueden morir antes o inmediatamente después del nacimiento de su hermano HLA compatible.
A pesar de las limitadas posibilidades de éxito y los intentos que se requiere para logar un embrión compatible HLA sin enfermedad, es una aproximación útil y realista para muchas parejas, aumentando constantemente el número de estudios PGT-HLA realizados en clínica.

## Leyes
- En el Reino Unido la Human Fertilisation and Embryology Authority ha estipulado que es legal el uso de las modernas técnicas reproductivas para crear hermanos salvadores.[5]
- En Victoria, Australia, el uso del diagnóstico genético preimplantacional para el análisis de HLA es revisado por la Infertility Treatment Authority caso por caso.[6]
- En España las Cortes Generales aprobaron en 2006  la Ley de Reproducción Asistida, que permite las técnicas preimplantacionales con fines terapéuticos para terceros.

## Consideraciones éticas
Los argumentos a favor y en contra del DGP y al análisis de téjidos de HLA están basados en varios temas clave como la mercantilización y el bienestar del niño donante.
El principal argumento ético en contra es la posible explotación del niño, como por ejemplo los posibles efectos psicológicos adversos en un niño nacido no para sí mismo, sino para salvar a su hermano.
Por otra parte, el imperativo categórico no puede ser vulnerado, ya que el futuro niño donante no solo será un donante, sino también una persona amada dentro de la familia.
Una encuesta de 4 000 estadounidenses mostró que la mayoría de ellos aprueba el uso de DGP en los hermanos salvadores.

## Historia
- 2001. Yury Verlinsky y sus colaboradores describieron el primer caso.
- 19 de mayo de 2008. Aprobación de ley británica para "hermanos salvadores".
- 12 de octubre de 2008. Nace en Sevilla Javier, el primer bebé medicamento de España, libre de una enfermedad hereditaria (talasemia), para ayudar a su hermano en el trasplante que necesitaba con la sangre de su cordón umbilical.[8]